# John Holles (2e comte de Clare)
John Holles, 2e comte de Clare (13 juin 1595-2 janvier 1666) est un noble anglais.

## Biographie
Titré Lord Haughton à partir de 1624, il est député d'East Retford dans trois parlements (1623-1626) avant d'accéder à la pairie en 1637. Il participe à la Première révolution anglaise, mais « il est très souvent des deux parties et n'a jamais été avantagé non plus. » 
Pendant la guerre de Trente Ans, au siège de Bois-le-Duc en 1629, il est volontaire sous le commandement de son beau-père, Horace Vere (1er baron Vere de Tilbury). 
Bien qu'il se soit disputé avec Thomas Wentworth, 1er comte de Strafford, qui épouse sa sœur Arabella, il s'oppose à la destitution de Strafford à la Chambre des lords et, au cours du procès, pose plusieurs questions favorables à sa défense. Après que le Parlement ait condamné Strafford à mort, il plaide auprès du roi Charles Ier pour gracier Strafford, mais sans succès. 
Il est nommé enregistreur de Nottingham en 1642. 

## Famille
Il est né à Haughton, Nottinghamshire, le fils aîné de John Holles (1er comte de Clare) et Anne Stanhope, et le frère de Denzil Holles (1er baron Holles). 
Holles épouse Elizabeth Vere, fille de Horace Vere, le 4 septembre 1626. Ils ont huit enfants :
- John Holles, décédé jeune
- Gilbert Holles (1633-1689)
- Anne Holles (d. Octobre 1707), épouse Edward Clinton, Lord Clinton
- Elizabeth Holles, mariée à Wentworth FitzGerald (17e comte de Kildare)
- Arabella Holles, mariée à Edward Rossiter de Somerley
- Susan Holles (v.1641 - avant mai 1710), mariée v. Juillet 1663 à John Lort, 2e baronnet
- Diana Holles, mariée à Harry Bridges de Keynsham
- Penelope Holles (décédée en 1684), mariée le 13 avril 1667 à James Langham (2e baronnet)
- Eleanor Holles (née le 18 avril 1636 d. 1709), dont le testament dote l'école Lady Eleanor Holles

Holles est enterré dans l'église St. Mary, Nottingham. 